# Qatar ExxonMobil Open 1997 - Qualificazioni singolare
Le qualificazioni del singolare  del Qatar ExxonMobil Open 1997 sono state un torneo di tennis preliminare per accedere alla fase finale della manifestazione. I vincitori dell'ultimo turno sono entrati di diritto nel tabellone principale. In caso di ritiro di uno o più giocatori aventi diritto a questi sono subentrati i lucky loser, ossia i giocatori che hanno perso nell'ultimo turno ma che avevano una classifica più alta rispetto agli altri partecipanti che avevano comunque perso nel turno finale.
Le qualificazioni del torneo Qatar ExxonMobil Open 1997 prevedevano 22 partecipanti di cui 4 sono entrati nel tabellone principale.

## Teste di serie
1. Lars Jonsson (secondo turno)
2. Tamer El Sawy (Qualificato)
3. Marzio Martelli (ultimo turno)
4. Fernon Wibier (secondo turno)

1. Dinu Pescariu (Qualificato)
2. Răzvan Sabău (Qualificato)
3. Hendrik Jan Davids (secondo turno)
4. Herbert Wiltschnig (Qualificato)

## Qualificati
1. Herbert Wiltschnig
2. Tamer El Sawy

1. Dinu Pescariu
2. Răzvan Sabău

## Tabellone

### Legenda
| - Q = Qualificato - WC = Wild card - LL = Lucky loser | - ALT = Alternate - SE = Special Exempt - PR = Protected Ranking | - w/o = Walkover - r = Ritirato - d = Squalificato |

### Sezione 1
|  | Primo turno | Primo turno | Primo turno | Primo turno | Primo turno |  |  | Secondo turno | Secondo turno      | Secondo turno      | Secondo turno      | Secondo turno      |   |   | Ultimo turno | Ultimo turno | Ultimo turno | Ultimo turno | Ultimo turno |  |
|  |             |             |             |             |             |  |  |               |                    |                    |                    |                    |   |   |              |              |              |              |              |  |
|  |             |             |             |             |             |  |  |               |                    |                    |                    |                    |   |   |              |              |              |              |              |  |
|  |             |             |             |             |             |  |  | 1             | Lars Jonsson       | Lars Jonsson       | 4                  | 6                  |   |   |              |              |              |              |              |  |
|  |             |             |             |             |             |  |  |               | Sander Groen       | Sander Groen       | 6                  | 7                  |   |   |              |              |              |              |              |  |
|  |             |             |             |             |             |  |  |               |                    |                    |                    |                    |   |   |              | Sander Groen | Sander Groen | 4            | 3            |  |
|  |             |             |             |             |             |  |  |               |                    | 8                  | Herbert Wiltschnig | Herbert Wiltschnig | 6 | 6 |              |              |              |              |              |  |
|  |             |             |             |             |             |  |  |               | Khaled Al Haji     | Khaled Al Haji     | 0                  | 1                  |   |   |              |              |              |              |              |  |
|  |             |             |             |             |             |  |  | 8             | Herbert Wiltschnig | Herbert Wiltschnig | 6                  | 6                  |   |   |              |              |              |              |              |  |
|  |             |             |             |             |             |  |  |               |                    |                    |                    |                    |   |   |              |              |              |              |              |  |

### Sezione 2
|  | Primo turno      | Primo turno      | Primo turno      | Primo turno | Primo turno |  |  | Secondo turno | Secondo turno      | Secondo turno | Secondo turno | Secondo turno |   |   | Ultimo turno | Ultimo turno  | Ultimo turno | Ultimo turno | Ultimo turno |  |
|  |                  |                  |                  |             |             |  |  |               |                    |               |               |               |   |   |              |               |              |              |              |  |
|  |                  |                  |                  |             |             |  |  |               |                    |               |               |               |   |   |              |               |              |              |              |  |
|  |                  |                  |                  |             |             |  |  | 2             | Tamer El Sawy      | 6             | 3             | 6             |   |   |              |               |              |              |              |  |
|  | Karsten Braasch  | Karsten Braasch  | Karsten Braasch  | 6           | 6           |  |  |               | Karsten Braasch    | 1             | 6             | 3             |   |   |              |               |              |              |              |  |
|  | Stephen Noteboom | Stephen Noteboom | Stephen Noteboom | 1           | 1           |  |  |               |                    |               |               |               |   |   | 2            | Tamer El Sawy | 4            | 6            | 6            |  |
|  | Jamie Delgado    | Jamie Delgado    | 6                | 3           | 6           |  |  |               |                    |               | Jamie Delgado | 6             | 3 | 2 |              |               |              |              |              |  |
|  | Libor Pimek      | Libor Pimek      | 4                | 6           | 2           |  |  |               | Jamie Delgado      | 3             | 6             | 6             |   |   |              |               |              |              |              |  |
|  |                  |                  |                  |             |             |  |  | 7             | Hendrik Jan Davids | 6             | 2             | 3             |   |   |              |               |              |              |              |  |
|  |                  |                  |                  |             |             |  |  |               |                    |               |               |               |   |   |              |               |              |              |              |  |

### Sezione 3
|  | Primo turno      | Primo turno      | Primo turno    | Primo turno | Primo turno |  |  | Secondo turno | Secondo turno    | Secondo turno    | Secondo turno | Secondo turno |   |   | Ultimo turno | Ultimo turno    | Ultimo turno | Ultimo turno | Ultimo turno |  |
|  |                  |                  |                |             |             |  |  |               |                  |                  |               |               |   |   |              |                 |              |              |              |  |
|  |                  |                  |                |             |             |  |  |               |                  |                  |               |               |   |   |              |                 |              |              |              |  |
|  |                  |                  |                |             |             |  |  | 3             | Marzio Martelli  | Marzio Martelli  | 6             | 6             |   |   |              |                 |              |              |              |  |
|  | Jacco Eltingh    | Jacco Eltingh    | Jacco Eltingh  | 7           | 6           |  |  |               | Jacco Eltingh    | Jacco Eltingh    | 2             | 4             |   |   |              |                 |              |              |              |  |
|  | Donald Johnson   | Donald Johnson   | Donald Johnson | 5           | 4           |  |  |               |                  |                  |               |               |   |   | 3            | Marzio Martelli | 6            | 6            | 3            |  |
|  | Rainer Schüttler | Rainer Schüttler | 7              | 6           | 6           |  |  |               |                  | 5                | Dinu Pescariu | 7             | 1 | 6 |              |                 |              |              |              |  |
|  | Peter Nyborg     | Peter Nyborg     | 5              | 7           | 2           |  |  |               | Rainer Schüttler | Rainer Schüttler | 3             | 4             |   |   |              |                 |              |              |              |  |
|  |                  |                  |                |             |             |  |  | 5             | Dinu Pescariu    | Dinu Pescariu    | 6             | 6             |   |   |              |                 |              |              |              |  |
|  |                  |                  |                |             |             |  |  |               |                  |                  |               |               |   |   |              |                 |              |              |              |  |

### Sezione 4
|  | Primo turno               | Primo turno               | Primo turno               | Primo turno | Primo turno |  |  | Secondo turno | Secondo turno     | Secondo turno | Secondo turno | Secondo turno |   |   | Ultimo turno | Ultimo turno | Ultimo turno | Ultimo turno | Ultimo turno |  |
|  |                           |                           |                           |             |             |  |  |               |                   |               |               |               |   |   |              |              |              |              |              |  |
|  |                           |                           |                           |             |             |  |  |               |                   |               |               |               |   |   |              |              |              |              |              |  |
|  |                           |                           |                           |             |             |  |  | 4             | Fernon Wibier     | Fernon Wibier | 1             | 6             |   |   |              |              |              |              |              |  |
|  | Luke Jensen               | Luke Jensen               | Luke Jensen               | 6           | 6           |  |  |               | Luke Jensen       | Luke Jensen   | 6             | 7             |   |   |              |              |              |              |              |  |
|  | Mohammed-Abdullah Shaheen | Mohammed-Abdullah Shaheen | Mohammed-Abdullah Shaheen | 0           | 0           |  |  |               |                   |               |               |               |   |   |              | Luke Jensen  | 4            | 7            | 4            |  |
|  | Andrew Richardson         | Andrew Richardson         | Andrew Richardson         | 6           | 6           |  |  |               |                   | 6             | Răzvan Sabău  | 6             | 5 | 6 |              |              |              |              |              |  |
|  | Murphy Jensen             | Murphy Jensen             | Murphy Jensen             | 3           | 4           |  |  |               | Andrew Richardson | 6             | 5             | 2             |   |   |              |              |              |              |              |  |
|  |                           |                           |                           |             |             |  |  | 6             | Răzvan Sabău      | 3             | 7             | 6             |   |   |              |              |              |              |              |  |
|  |                           |                           |                           |             |             |  |  |               |                   |               |               |               |   |   |              |              |              |              |              |  |